# Portugal en la Copa Mundial de Fútbol de 2002
La selección de Portugal fue uno de los 32 equipos participantes en la Copa Mundial de Fútbol de 2002, torneo que se llevó a cabo del 31 de mayo al 30 de junio en Corea del Sur y Japón.

## Clasificación

### Grupo 2

#### Tabla de posiciones
| Equipo       | Pts | PJ | PG | PE | PP | GF | GC |
| ------------ | --- | -- | -- | -- | -- | -- | -- |
| Portugal     | 24  | 10 | 7  | 3  | 0  | 33 | 7  |
| Irlanda      | 24  | 10 | 7  | 3  | 0  | 23 | 5  |
| Países Bajos | 20  | 10 | 6  | 2  | 2  | 30 | 9  |
| Estonia      | 8   | 10 | 2  | 2  | 6  | 10 | 26 |
| Chipre       | 8   | 10 | 2  | 2  | 6  | 13 | 31 |
| Andorra      | 0   | 10 | 0  | 0  | 10 | 5  | 36 |

### Partidos
| Fecha                   | Lugar            | Partido      | Partido | Partido   | Partido | Partido      |
| ----------------------- | ---------------- | ------------ | ------- | --------- | ------- | ------------ |
| 3 de septiembre de 2000 | Tallin           | Estonia      |         | 1:3 (0:1) |         | Portugal     |
| 7 de octubre de 2000    | Lisboa           | Portugal     |         | 1:1 (0:0) |         | Irlanda      |
| 11 de octubre de 2000   | Róterdam         | Países Bajos |         | 0:2 (0:2) |         | Portugal     |
| 28 de febrero de 2001   | Madeira          | Portugal     |         | 3:0 (2:0) |         | Andorra      |
| 28 de marzo de 2001     | Oporto           | Portugal     |         | 2:2 (0:1) |         | Países Bajos |
| 2 de junio de 2001      | Dublín           | Irlanda      |         | 1:1 (0:0) |         | Portugal     |
| 6 de junio de 2001      | Lisboa           | Portugal     |         | 6:0 (1:0) |         | Chipre       |
| 1 de septiembre de 2001 | Andorra la Vieja | Andorra      |         | 1:7 (1:5) |         | Portugal     |
| 5 de septiembre de 2001 | Nicosia          | Chipre       |         | 1:3 (1:0) |         | Portugal     |
| 6 de octubre de 2001    | Lisboa           | Portugal     |         | 5:0 (1:0) |         | Estonia      |

## Jugadores
Entrenador:  António Oliveira
| No. | Pos. | Jugador          | Fecha de nacimiento (edad)         | Apa. | Club        |
| --- | ---- | ---------------- | ---------------------------------- | ---- | ----------- |
| 1   | POR  | Vítor Baía       | 15 de octubre de 1969 (32 años)    | 75   | Porto       |
| 2   | DEF  | Jorge Costa      | 14 de octubre de 1971 (30 años)    | 46   | Porto       |
| 3   | DEF  | Abel Xavier      | 30 de noviembre de 1972 (29 años)  | 18   | Liverpool   |
| 4   | DEF  | Marco Caneira    | 9 de febrero de 1979 (23 años)     | 1    | Benfica     |
| 5   | DEF  | Fernando Couto   | 2 de agosto de 1969 (32 años)      | 82   | Lazio       |
| 6   | MED  | Paulo Sousa      | 30 de agosto de 1970 (31 años)     | 50   | Espanyol    |
| 7   | MED  | Luís Figo        | 4 de noviembre de 1972 (29 años)   | 81   | Real Madrid |
| 8   | DEL  | João Pinto       | 19 de agosto de 1971 (30 años)     | 77   | Sporting CP |
| 9   | DEL  | Pauleta          | 28 de abril de 1973 (29 años)      | 33   | Bordeaux    |
| 10  | MED  | Rui Costa        | 29 de marzo de 1972 (30 años)      | 67   | Milan       |
| 11  | MED  | Sérgio Conceição | 15 de noviembre de 1974 (27 años)  | 41   | Inter Milan |
| 12  | MED  | Hugo Viana       | 15 de enero de 1983 (19 años)      | 4    | Sporting CP |
| 13  | DEF  | Jorge Andrade    | 9 de abril de 1978 (24 años)       | 5    | Porto       |
| 14  | MED  | Pedro Barbosa    | 6 de agosto de 1970 (31 años)      | 21   | Sporting CP |
| 15  | POR  | Nélson Pereira   | 20 de octubre de 1975 (26 años)    | 1    | Sporting CP |
| 16  | POR  | Ricardo          | 11 de febrero de 1976 (26 años)    | 10   | Boavista    |
| 17  | MED  | Paulo Bento      | 20 de junio de 1969 (32 años)      | 3    | Sporting CP |
| 18  | DEF  | Nuno Frechaut    | 24 de septiembre de 1977 (24 años) | 9    | Boavista    |
| 19  | MED  | Capucho          | 21 de febrero de 1972 (30 años)    | 29   | Porto       |
| 20  | MED  | Petit            | 25 de septiembre de 1976 (25 años) | 9    | Boavista    |
| 21  | DEL  | Nuno Gomes       | 5 de julio de 1976 (25 años)       | 28   | Fiorentina  |
| 22  | DEF  | Beto             | 3 de mayo de 1976 (26 años)        | 16   | Sporting CP |
| 23  | DEF  | Rui Jorge        | 27 de marzo de 1973 (29 años)      | 20   | Sporting CP |

## Participación

### Primera ronda

#### Grupo D
| Equipo         | Pts | PJ | PG | PE | PP | GF | GC | Dif |
| -------------- | --- | -- | -- | -- | -- | -- | -- | --- |
| Corea del Sur  | 7   | 3  | 2  | 1  | 0  | 4  | 1  | 3   |
| Estados Unidos | 4   | 3  | 1  | 1  | 1  | 5  | 6  | -1  |
| Portugal       | 3   | 3  | 1  | 0  | 2  | 6  | 4  | 2   |
| Polonia        | 3   | 3  | 1  | 0  | 2  | 3  | 7  | -4  |

| 5 de junio de 2002, 18:00 | Estados Unidos                                    | 3:2 (3:1) | Portugal                    | Estadio Mundialista, Suwon                                         |                                                                    |
|                           | O'Brien 4' · Jorge Costa 29' (a.g.) · McBride 36' | Reporte   | Beto 39' · Agoos 71' (a.g.) | Asistencia: 37.306 espectadores Árbitro(s): Byron Moreno (Ecuador) | Asistencia: 37.306 espectadores Árbitro(s): Byron Moreno (Ecuador) |

| 10 de junio de 2002, 20:30 | Portugal                              | 4:0 (1:0) | Polonia | Estadio Mundialista, Jeonju                                       |                                                                   |
|                            | Pauleta 14', 65', 77' · Rui Costa 88' | Reporte   |         | Asistencia: 31.000 espectadores Árbitro(s): Hugh Dallas (Escocia) | Asistencia: 31.000 espectadores Árbitro(s): Hugh Dallas (Escocia) |

| 14 de junio de 2002, 20:30                                                | Portugal | 0:1 (0:0) | Corea del Sur | Estadio Munhak, Incheon                                               |                                                                       |
|                                                                           |          | Reporte   | Park 70'      | Asistencia: 50.239 espectadores Árbitro(s): Ángel Sánchez (Argentina) | Asistencia: 50.239 espectadores Árbitro(s): Ángel Sánchez (Argentina) |
| Primera clasificación de Corea del Sur a la siguiente fase de un Mundial. |          |           |               |                                                                       |                                                                       |